# 불가리아 공군
불가리아 공군(불가리아어: Военновъздушни сили)은 불가리아 해군과 불가리아 육군의 3개 분대 중 하나이다. 불가리아의 영토 보전을 위해 불가리아의 영공을 지키고 보호하는 것이 임무이다. 불가리아 공군은 유럽과 세계에서 가장 오래된 공군 중 하나이다. 최근에는 유럽에서 NATO의 수많은 임무와 훈련에 적극적으로 참여하고 있다.
현재 불가리아 공군의 사령관은 디미타르 흐리스토프 페트로프 소장이다.

## 역사

### 초창기
불가리아 공군은 19세기 말로 거슬러 올라간다. 1892년 플로브디프 국제 박람회에서 불가리아 육군 중위 두 명이 프랑스인 외젠 고다르가 소유한 '라 프랑스' 풍선을 타고 비행했다. 나중에 비행에 영감을 받은 그들은 불가리아 참모부에게 육군이 풍선 부대를 만들어야 한다고 설득하는 데 성공했다. 불가리아 장교들에게 비행선 사용을 가르치지 않는 유럽 전역의 군사 학교들의 수많은 거부에도 불구하고, 상트페테르부르크의 제국 항공 학교는 결국 바실 즐라타로프 중위를 학생으로 등록시켰다. 1906년 4월 20일 철도대대의 일환으로 육군의 관측 기구를 운용하기 위해 항공 분대가 창설되었다. 졸업 후 즐라타로프 중위는 초대 사령관으로 임명되었다. 작은 풍선을 작동시킨 후 1911년에 더 큰 고다르 풍선을 샀고, 1912년에 러시아에서 구입한 재료를 사용하여 불가리아에서 최초의 토착 풍선인 소피아-1이 만들어졌다.
1910년, 러시아 항공기 기술자 보리스 마슬레니코프가 불가리아로 초청되어 프랑스 파르만 3호를 개조한 자신의 비행기를 선보였다. 불가리아 정부는 소피아의 히프롬프트에서 바실 즐라타로프의 도움을 받아 항공대를 위한 비행기를 구입하기로 결정했다. 1912년 초, 13명의 육군 장교들이 조종사 훈련을 위해 해외로 파견되었고, 프랑스, 영국, 독일 항공기 5대를 주문했다. 프랑스로 파견된 장교들은 먼저 훈련을 마치고 1912년 7월 불가리아로 돌아왔다. 불가리아는 1912년 8월 13일 시메온 페트로프가 불가리아 상공에서 비행기를 조종한 최초의 불가리아인이 되었다.

## 항공기
해군의 소형 헬리콥터 함대를 제외하고, 공군은 불가리아의 모든 군용기를 책임진다. 불가리아 공군은 소련 시절의 항공기 대부분을 퇴역시킬 계획이며, 최근에야 현대화된 미코얀 MiG-29 "풀크럼" 함대와 밀 Mi-24 함포와 수호이 Su-25 함포만 보유할 것이다. MiG-21은 미국이나 유럽의 항공기로 대체될 예정이었다. 2020년 10월 6일, 불가리아 국방부는 우크라이나 국영기업인 우크린마슈와 공중 지도 제작용으로 설계된 안토노프 An-30 1대를 6,200,000 레프에 수리 및 개조하는 명령을 체결했다.